# Dietmar Hasler
Dietmar Hasler (* 1975) ist ein liechtensteinischer Politiker (VU). Er ist seit 2025 Abgeordneter im liechtensteinischen Landtag.

## Biografie
Hasler ist gelernter kaufmännischer Angestellter. Später wurde er im Bereich Marketing und Verkauf tätig. Hier ist er Leiter Aussenwerbung im Vaduzer Medienhaus.
2007 kandidierte Hasler für die Vaterländische Union bei den Gemeindewahlen, konnte jedoch keinen Sitz im Gemeinderat von Gamprin erringen. Bei den nächsten Gemeindewahlen 2011 wurde er in den Gampriner Gemeinderat gewählt. 2015 erfolgte seine Wiederwahl. 2019 kandidierte er nicht erneut.
Im Februar 2025 wurde er für die Vaterländische Union in den Landtag des Fürstentums Liechtenstein gewählt.
Hasler ist Vater von zwei Kindern.